# Kovin (Kovinski kotar, Mađarska)
Kovin(mađ. Ráckeve, st. srp. Горњи Ковин, Мали Ковин, Српски Ковин, nje. Ratzenmarkt) je gradić u sjevernoj središnjoj Mađarskoj.
Zauzima površinu od 64,09 km četvornih.

## Zemljopisni položaj
Nalazi se na 47°25' sjeverne zemljopisne širine i 19°5' istočne zemljopisne dužine, na otoku na Dunavu, Čepeljskom otoku, južno od Budimpešte.
1996. su Kovin u Srbiji i Kovin iz Mađarske potpisali sporazum o bratimljenju.

## Upravna organizacija
Upravno pripada Peštanskoj županiji. Poštanski broj je 2300. Sjedište je istoimenog kotara.

## Stanovništvo
U Kovinu živi 9211 stanovnika (2004.). Stanovnici su Mađari. U gradiću su nekad bili brojni Nijemci i Srbi.

## Šport
U Kovinu se održava tradicionalni međunarodni nogometni turnir za mlađe kategorije ("ispod 17") u organizaciji Mađarskog nogometnog saveza, na kojem sudjeluju omladinske reprezentacije.